# Pomatias
Pomatias är ett släkte av snäckor som beskrevs av S. Studer 1789. Pomatias ingår i familjen Pomatiidae.
Släktet innehåller bara arten Pomatias elegans. Pomatias är enda släktet i familjen Pomatiidae.